# Sarriac-Bigorre
Sarriac-Bigorre település Franciaországban, Hautes-Pyrénées megyében. Lakosainak száma 273 fő (2022. január 1.). Sarriac-Bigorre Liac, Artagnan, Bazillac, Rabastens-de-Bigorre, Ségalas és Vic-en-Bigorre községekkel határos.

## Népesség
A település népessége az elmúlt években az alábbi módon változott:
| Lakosok száma | 277  | 292  | 304  | 303  | 303  | 301  | 292  | 282  | 273  |
|               | 2013 | 2015 | 2016 | 2017 | 2018 | 2019 | 2020 | 2021 | 2022 |